# POPRadio
POPradio – polska rozgłośnia z Pruszkowa.
Posiada profil o charakterze uniwersalnym, z tematyką lokalną dotyczącą Pruszkowa i innych miejscowości objętych zasięgiem nadawania. Muzycznie dominować ma muzyka popularna, ale przewidziano także miejsce na muzykę symfoniczną, biesiadną, ludową, R'n'B czy soul. Serwisy informacyjne i pogodowe dostarczane są przez Grupę Radiową Agory w ramach jej oferty dla stacji lokalnych. 
Stacja radiowa współpracuje z Radiem Płońsk tworząc RADIOlokację - audycję muzyczno-interakcyjną nadawaną na obu antenach w piątkowe wieczory oraz Sobotnią Prywatkę - audycję muzyczno-interakcyjną w sobotnie wieczory.
Stacja nadaje z komina Elektrociepłownia Pruszków II na częstotliwości 92,8 MHz z mocą 0,1 kW ERP.
Radio można usłyszeć w większości dzielnic Warszawy jak i całego województwa mazowieckiego.

## Historia
Rozgłośnia otrzymała koncesję 9 lipca 2015 roku.
20 sierpnia 2015 o godzinie 16:00 stacja rozpoczęła nadawanie sygnału testowego. Pierwszym utworem, który zabrzmiał w eterze był "Bridge to your heart" grupy Wax.
Pierwszy interaktywny program z udziałem słuchaczy odbył się 21 sierpnia 2015 w godzinach 20:30-21:30.